# أبان بن عثمان بن عفان
أبو سعيد أبان بن عثمان بن عفان الأموي (المتوفي سنة 105 هـ) تابعي مدني، وأحد رواة الحديث النبوي، ووالي المدينة المنورة بين سنتي 75 هـ-82 هـ في خلافة عبد الملك بن مروان، وأول من روى أحاديث في السيرة النبوية، وحدّث بها.

## سيرته
يعد أبو سعيد أبان بن عثمان بن عفان بن أبي العاص بن أمية القرشي من كبار تابعي أهل المدينة. أبوه هو الخليفة الثالث للمسلمين عثمان بن عفان، وأمه أم عمرو بنت جندب الدوسية، وهو أخو التابعي عمرو بن عثمان بن عفان لأبيه وأمه، وقد اختُلف في كُنيته فقيل أبو سعيد، وقيل أبو عبد الله، وقيل أبو سعد تفقّه أبان بن عثمان في المدينة، ونال حظًا كبيرًا من دراسة الحديث والفقه، حتى قال عمرو بن شعيب: «ما رأيت أحدًا أعلم بحديث ولا فقه من أبان بن عثمان». عدّه يحيى بن سعيد القطان من العشرة الذين انتهى إليهم علم الفقه في المدينة حين قال: «كان فقهاء المدينة عشرة، سعيد بن المسيب وأبو سلمة بن عبد الرحمن والقاسم وسالم وعروة بن الزبير وسليمان بن يسار وعبيد الله بن عبد الله بن عتبة وقبيصة بن ذؤيب وأبان بن عثمان وخارجة بن زيد بن ثابت»، كما ذكر عبد الله بن أبي بكر بن محمد بن عمرو بن حزم أن أباه أبا بكر كان يتعلم من أبان القضاء. وكان أبان بن عثمان أول من حدّث في السيرة النبوية، ولكن ليس في صورة سردية، وإنما في صورة أحاديث تتناول سيرة النبي محمد جمعها، وكان يقرأها على طلبته.
شارك أبان بن عثمان في موقعة الجمل مع عائشة بنت أبي بكر والزبير بن العوام وطلحة بن عبيد الله، وقد تولّى أبان بن عثمان إمارة المدينة المنورة سنة 75 هـ بعد يحيى بن الحكم بن أبي العاص في خلافة عبد الملك بن مروان، وظل واليها لسبع سنين حتى عزله عبد الملك سنة 82 هـ، وولّى مكانه هشام بن إسماعيل المخزومي. وقد توفي أبان في سنة 105 هـ بالمدينة في خلافة يزيد بن عبد الملك، وكان به ضعف في السمع وعرج شديد، كما أصابه الفالج في أخريات عمره قبل أن يموت بسنة، وكان فالجه شديدًا حتى ضُرب به المثل في المدينة في الشدة، فكان يقال: «كفالج أبان». وقد خلف أبان من الأبناء سعيد وأمه ابنة عبد الله بن عامر بن كريز بن ربيعة بن حبيب بن عبد شمس، وعمر الأكبر وعبد الرحمن وأم سعيد وأمهم أم سعيد بنت عبد الرحمن بن الحارث بن هشام، وعمر الأصغر ومروان وأم سعيد الصغرى لأم ولد.

## روايته للحديث النبوي
- روى عن: أبيه عثمان بن عفان وزيد بن ثابت.[2][3]
- روى عنه: عمرو بن دينار والزُهري وأبو الزناد[2] وأشعب بن أم حميدة الطامع وداود بن سنان المدني ورياح بن عبيدة والزبير أبو مخلد وسعد بن عمار وضمرة بن سعيد المازني وعامر بن سعد بن أبي وقاص وعبد الله بن أبي بكر بن محمد بن عمرو بن حزم وابنه عبد الرحمن بن أبان بن عثمان وعثمان بن عمر بن موسى بن عبيد الله بن معمر التيمي وعمر بن عبد العزيز وعلاق بن أبي مسلم ومحمد بن أبي إمامة بن سهل بن حنيف ومحمد بن كعب القرظي وموسى بن دهقان وموسى بن عمران بن مناح وميمون بن مهران الرقي ونبيه بن وهب والوليد بن أبي الوليد ويزيد بن عبد الله بن عوف ويزيد بن فراس ويزيد بن هرمز المدني ويعقوب بن عتبة وأبو بكر بن عبد الرحمن بن المسور بن مخرمة.[3]
- الجرح والتعديل: كان لأبان أحاديث قليلة،[2] وقد وثّقه العجلي[3] وابن سعد،[6] ولم يرو له البخاري في صحيحه بل روى له في كتاب رفع اليدين في الصلاة، وفي كتابه الأدب المفرد.[3]